# Yuko Fujimoto
Yuko Fujimoto (en japonès 藤本 佑子 Fujimoto Yūko; Hiroshima, 14 de gener de 1943) va ser una jugadora de voleibol japonesa que va competir durant la dècada de 1960.
El 1964 va prendre part en els Jocs Olímpics de Tòquio, on guanyà la medalla d'or en la competició de voleibol.